# Ришельевский лицей
Ришельевский лице́й — учебное заведение смешанного типа в Одессе. Создан по указу императора Александра I в 1817 году; в 1865 году преобразован в Императорский Новороссийский университет. Назван в честь одесского градоначальника и губернатора Новороссии А. Э. де Ришельё, инициативе которого обязан своим существованием.

## История
Идея создания лицея в Одессе принадлежала генерал-губернатору Новороссийского края герцогу А. Э. де Ришельё, обратившемуся к императору Александру I с соответствующей просьбой. Однако открытие лицея произошло уже после того как Ришельё стал премьер-министром Франции (1815), а пост одесского градоначальника получил А. Ф. Ланжерон.
Ришельевский лицей был образован согласно высочайше утверждённому 2 мая 1817 года Уставу, на базе одесского «Дворянского или Благородного института» (который, в свою очередь, был образован 1 февраля 1805 года из двух частных пансионов — пансиона Вольсея и пансиона Поцци) с присоединением к нему Коммерческой гимназии, открытой 16 апреля 1804 года.
Торжественное открытие лицея состоялось 7 (19) января 1818 года, после перестройки под нужды нового учебного заведения здания Благородного института. Средства на открытие лицея пожертвовал Н. И. Штиглиц; герцог А. Э. де Ришельё пожертвовал 15 тысяч франков на покупку книг для лицейской библиотеки.

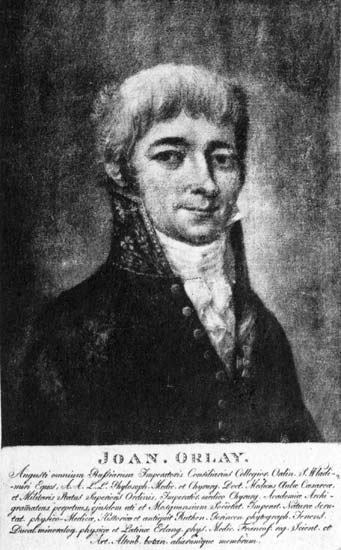
И. С. Орлай

Ришельевский лицей стал вторым лицеем в Российской империи после Царскосельского. Аристократия, русская и иностранная, отнеслась к новому лицею с большим энтузиазмом: на воспитание в Одессу стали посылать детей не только из провинции, но и из обеих столиц.
Первым директором лицея с 1817 по 1820 год был директор Благородного института аббат Шарль Николь. Император Александр І при посещении лицея, остался им чрезвычайно удовлетворённый, благодарил аббата Николя и наградил его орденом Св. Анны 2-й степени с бриллиантами.
Далее директорами и исполняющими обязанности директора лицея были: Реми Акинфьевич Жилле (1820—1821); Иосиф Михайлович Флуки (12.12.1821 — 1.03.1822), Йозеф Алоиз фон Гейнлет (03.1822—1825); Иван Иванович Дудрович (1825—1826, 1829—1830, 1831—1832); Иван Семёнович Орлай (01.08.1826—27.02.1829); Иван Иванович Винтер (1830—1831); Николай Иванович Синицын (30.11.1832—1844); Александр Григорьевич Петров (1844—16.12.1852); Николай Никифорович Мурзакевич (1853—1857); Павел Васильевич Беккер (1857—1862); Александр Михайлович Богдановский (1862—1864).
Первоначально, на основании Устава от 2 мая 1817 года Ришельевский лицей состоял из нескольких учреждений: начальное училище, педагогический институт, лицей; два дополнительных училища: философское, правоведения и политической экономии, в которые могли поступать любые выпускники лицея для продолжения образования. Кроме этого, при лицее находились: Пансион для своекоштных воспитанников и Педагогический институт для 24 учащихся. Лицей состоял из пяти отделений (или классов — по 24 воспитанника) с двухгодичным курсом для каждого. Учение в них разделялось на три образования:
1. Приготовительное образование — 1-й класс лицея (изучение Закона Божьего, русской грамматики, русской истории, географии и арифметики) — от 8 до 10 лет.
2. Литературное образование:
  - класс грамматики — от 10 до 12 лет;
  - класс словесности — от 12 до 14 лет;
  - класс риторики — от 14 до 16 лет.
3. Образование в высших науках (изучение математики, физики, механики, логики, метафизики, естественного и народного права, фортификации и артиллерии) — от 16 до 18 лет.

Двухклассное начальное училище давало первичные знания по ланкастерской системе и после него можно было поступать в лицей.
Для детей бедных родителей предназначались т. н. «Внешние классы» лицея, где обучение было бесплатным и проводилось по той же программе и теми же преподавателями, что и во «внутреннем лицее», но в течение 8 лет и строго отдельно от пансионеров лицея.
Педагогический институт, где было бесплатное обучение, находился при «внутреннем лицее». Окончившие его оставлялись при лицее на шесть лет: первые четыре года в роли надзирателей и два года — адъюнктами при профессорах.
По Уставу полагалось 9 профессоров, 6 адъюнктов и 12 надзирателей. Преподаватели читали лекции каждый день в классах, и «внутреннего», и «внешнего» лицея.
До 1829 года учебный год в лицее начинался 1 января, а затем — с 1 августа (для такого перехода учебный 1828-й год длился полтора года). С этого же, 1829 года лицей был разделён на 11 классов с переводными экзаменами: 3 класса начального училища, 4 гимназических класса и 4 лицейских (для философского и юридического отделений). К 1831 году сложилось фактическое разделение лицея на 7 гимназических (включая 1-й — приготовительный) классов и 4 лицейских класса.
Только по новому Уставу от 29 мая 1837 года лицейские классы фактически стали отдельным учебным заведением, по составу и правилам весьма близким к университетам; гимназические классы действовали на основании общего российского устава от 8 декабря 1828 года. В лицейских классах преподавали профессора, в гимназических — учителя. При Лицее были учреждены отделения (физико-математическое и юридическое), имеющие характер университетских факультетов. С 25 октября 1838 года: «Государь Император высочайше повелеть желает: разрешить студентам Ришельевского лицея носить при мундирах и мундирных сюртуках шпаги и треугольные шляпы по форме, созданной для университетских студентов». На физико-математическом отделении лицея преподавались: чистая и прикладная математика, физика и физическая география, естественная история, химия, технология и коммерция; на юридическом отделении преподавались: римская словесность, энциклопедия, история правоведения и практическое судопроизводство. Кроме того на обоих отделениях читались: философия, российская словесность, русская и всеобщая история и статистика, а для православных воспитанников — догматическое и нравственное богословие, история церкви и история церковного права. Затем к лицею было присоединено существовавшее в Одессе «Училище восточных языков» и было основано отделение: институт восточных языков. Затем появилось коммерческое отделение. В 1841 году было создано ещё одно отделение — камеральное, на котором изучались политическая экономия, финансы, торговля, коммерция, физика, физическая география, химия, естественная история, сельское хозяйство, технология, архитектура и обзор русских законов. Это отделение было наиболее многочисленным; оно готовило государственных служащих и юристов в области государственного и частного права.
Согласно именному указу Александра II от 10 июня 1862 года[уточнить] Ришельевский лицей был преобразован в Новороссийский университет.

### Здания лицея
До 1857 года лицей был расположен в зданиях, которые ранее занимали Коммерческая гимназия и Воспитательный Благородный институт. Доныне сохранились двухэтажные здания на Дерибасовской (д. 16) и Ланжероновской (д. 17) улицах. Торцы этих зданий соединяло одноэтажное строение, фасадом выходившее на Екатерининскую улицу. Впоследствии к старым лицейским зданиям со стороны Екатерининской пристроили дом 14, протянувшийся во всю длину квартала от Дерибасовской до Ланжероновской.
Так образовался комплекс зданий, известный в дореволюционной Одессе как дом Вагнера — по имени купца-владельца первого универмага в городе, который приобрёл его после переселения лицея на Дворянскую улицу (д. 2).
Ещё в 1844 году для лицея были приобретены два соседних места в лучшей части города (одно — графа Комара, другое принадлежало наследникам полковника Энгельгардта), выходивших на улицы: Херсонскую, Дворянскую, Елисаветинскую. Архитектором Комитета для строений Ришельевского лицея с июля 1842 года был Александр Сергеевич Шашин (ок. 1810—1879), которому в сентябре 1845 года было поручено создание проекта нового здания Ришельевского лицея с гимназией. Проект был выполнен им быстро, но его долго рассматривали в Одесском учебном округе, затем — в Министерстве народного просвещения; утверждали и согласовывали в различных инстанциях, поскольку министерство нашло его «весьма обширным и невозможным к исполнению по недостатку строительных средств». Проект дважды отклоняли, вносили поправки, делали сокращения. В сентябре 1847 года Шашин для продвижения дела был командирован в Петербург, где переделал проект, учтя замечания. Новый проект был принят, по нему составлена смета и постройку здания принял на себя керченский купец 1-й гильдии Иван Максимович Красильников, с которым 26 июня 1851 года был заключён контракт на сумму «240 тыс. руб. российскою серебряною монетою». Шашину был определён помощник из числа воспитанников Московского дворцового архитектурного училища, Владимир Сергеевич Иванов (1826—?), исправлявший эту обязанность с июня 1850 по апрель 1855 года.
Только 17 (29) апреля 1852 года состоялась закладка нового трёхэтажного здания, строительство которого было завершено в 1857 году. Стоимость возведения здания намного превзошла сметную.
Кроме главного здания были заложены ещё два дома, выходивших фасадом на Елисаветинскую улицу, предназначенных для дирекции и инспекции Ришельевского лицея

## Современники о лицее
В разное время лицей посещали как императоры (Александр I, Николай I), так писатели и поэты (Константин Батюшков, Василий Жуковский, Александр Пушкин, О. И. Сенковский, Адам Мицкевич, Яков Полонский) и многие другие известные лица.
В первый же год существования в лицее побывал приехавший в Одессу поэт Константин Батюшков. Он обошёл классы, спальни, столовую, больницу и по первому впечатлению написал благоволившему к нему директору Публичной библиотеки в Петербурге А. Н. Оленину, чей племянник учился здесь, что «лицей в цветущем состоянии».
А Тургеневу написал: «Лицей есть лучшее украшение Одессы».
Менее восторженно отозвался о лицее литератор и востоковед О. И. Сенковский (Барон Брамбеус), побывавший тут немногим позже Батюшкова:
- «Здесь скорее воспитываются блестящие офицеры, нежели дельные купцы и горожане, предназначенные к разным нужным в общественной жизни профессиям.»

Однако, судьбы воспитанников свидетельствуют, что Сенковский сгустил краски.
В 1837 году лицей посетил Василий Андреевич Жуковский и, не вдаваясь в детали, отметил в дневнике от 31 августа: «Обозрение лицея».
Более подробно написал о лицее поэт Яков Полонский в романе «Дешёвый город»:
- «Низенькие пасмурные сени двухэтажного, жёлтой краской выкрашенного здания. В зале накрыт стол. На зелёном сукне его покоилась книга, что-то вроде свода законов, лежали списки студентов и возвышалась казённая, усердно вычищенная чернильница с неразлучною песочницей. За столом был ряд кресел, а недалеко от входа, вдоль стены, в два ряда тянулись косые столы и скамейки для экзаменующихся».

В числе воспитанников лицея были братья Александр, Яков и Иван Бачей. Первые два окончили лицей соответственно в 1841 и 1842 годах, а Иван, не доучившись, поступил на военную службу. Все они потом честно послужили Отечеству, но имена их остались бы лишь в лицейских, банковских, военных да других документах, не перенеси их на страницы своей книги «Кладбище в Скулянах» внук Ивана писатель-одессит Валентин Катаев.
- Мне бы хотелось перед смертью благословить моих детей, но никого из них не было в Скулянах: три сына: Александр, Яков и самый младший, мой любимец Ваня, учились в Ришельевском лицее в Одессе… — воссоздаёт писатель мысли умирающего прадеда.

## Ришельевский лицей и литература

### А. С. Пушкин в Ришельевском лицее
Одесский старожил, ришельёвский лицеист, журналист Н. Г. Тройницкий вспоминал, что стихи Пушкина в лицее «перечитывали, переписывали, затверживали на память, некоторые из его ненапечатанных стихов ходили у нас по рукам в рукописях, как запрещённые».
Одесский лицеист Александр Сумароков рассказывал, как летом 1824 года, оставшись на каникулы в лицее, он читал запретную для воспитанников поэму «Руслан и Людмила», а для маскировки приготовил речи Цицерона.
В это время входит в класс незнакомая мне особа в странном костюме: в светло-сером фраке, в чёрных панталонах, с красной феской на голове и с ружейным стволом в руке вместо трости (это была знаменитая пушкинская железная трость).
 — Что вы читаете?
— Речи Цицерона.
 — Читали ли вы Пушкина?
— Нам запрещено читать его сочинения.
 — Видели ли вы его?
— Нет, я редко выхожу из заведения.
 — Желали бы его видеть?
— Я простодушно ответил, что, конечно, желал бы, о нём много говорят в городе, как мне передавали мои товарищи.
Он усмехнулся и, посмотревши на меня, сказал:
— Я Пушкин, прощайте.
О посещениях Пушкиным Ришельёвского лицея писал и Тройницкий:
- «Проходя как-то по лицейским коридорам и классам, он сказал: „Как это напоминает мне мой лицей!“»

Это более или менее правдоподобно, сомнение вызывает другой эпизод, переданный Тройницким: «В другой раз, застав одного воспитанника за чтением „Онегина“, он шутя заметил ему: „Охота вам читать этот вздор“».
Замечание вполне в духе Пушкина, но — «Евгений Онегин» вначале печатался отдельными выпусками-главами, первая из которых была опубликована лишь в феврале 1825, спустя семь месяцев после отъезда поэта из Одессы. А в бытность Пушкина в Одессе находившийся «в работе» роман в списках вряд ли распространялся.
Рассказы о появлениях поэта в стенах лицея сегодня ни подтвердить, ни полностью опровергнуть нельзя. Но даже если это и легенды, то они лишь подтверждают, что одесситы издавна связывали лицей с Пушкиным.
Пушкинская Одесса — это ещё и огромный старинный дом на углу Дерибасовской и улицы Маркса, бывший «дом Вагнера», здесь помещался Ришельевский лицей. Среди лицеистов ходили по рукам, как и во всём городе, запрещённые политические стихи Пушкина, его эпиграммы на М. Воронцова. «Дом Вагнера» связан не только с именем Пушкина. Это огромное строение раздалось на три улицы, охватив, кроме Дерибасовской, ещё Екатерининскую и Ланжероновскую… Просторный двор его сохранил спокойные, уютные и изящные черты старой одесской архитектуры. Круглый каменный бассейн, тенистые акации, арки… Именно здесь в 1825 году жил Адам Мицкевич.
— одессит Лев Славин, «Итак, я жил тогда в Одессе…»

### А. Мицкевич в Ришельевском лицее
В памяти одесситов лицей в первую очередь связан с именами Пушкина и  Адама Мицкевича, об опальных днях которого в Одессе напоминает мемориальная доска с его барельефом.
Вопреки распространённой легенде, Пушкина в Одессе Мицкевич не застал: «опоздал» на полгода и познакомился с ним позже.
А здесь он познакомился с приятелем Пушкина В. Туманским, которому его письменно рекомендовал Кондратий Рылеев. Как писал Максим Рыльский в статье «Адам Мицкевич»: «он был гостеприимно и ласково принят русской интеллигенцией». Но не властями.
Мятежного польского поэта поселили в помещении Ришельёвского лицея, но под предлогом отсутствия вакансий к преподаванию не допустили. Не объяснить же было ссыльному поэту, что в столице решили не оставлять его на службе в Ришельевском лицее и вообще на юге. Так прожил он в лицее девять месяцев и уехал в Москву 29 октября 1825; этой датой подписано его последнее одесское стихотворение «Размышления в день отъезда»:
Откуда вдруг в сердце тоска и тревога?
Вернулся, брожу от порога к порогу,
Забыл словно что-то взором смятенным,
С прощальным приветом блуждаю по стенам.
Они столько дней и ночей терпеливо
Внимали здесь вздохам моим сиротливым.

По словам Юрия Калугина, автора книги о Мицкевиче «Он между нами жил…», 
Мицкевичу по приезде отвели небольшую квартиру во дворе Ришельевского лицея, на втором этаже.
Неизвестно, где именно жил в здании лицея Адам Мицкевич. Но, как вспоминал лицеист, а потом профессор лицея К. П. Зеленецкий, «между старейшими воспитанниками лицея оставалась в памяти та комната, в которой жил Мицкевич».

## Лицей как достопримечательность Одессы

### Лицей и торговля цветами на Дерибасовской
С конца XIX века, как и гораздо позже, напротив здания бывшего лицея зимой и летом продавали цветы.

Возле большого углового дома Вагнера испокон веков шла уличная торговля цветами. Это был один из красивейших уголков города, где прямо на тротуаре под платанами стояли зелёные рундуки и табуретки, заваленные цветами. В синих эмалированных мисках плавали розы. Из вёдер торчали снопы гладиолусов, белых и красных лилий, флоксов, желтофиолей, тубероз…— Валентин Катаев Зимний ветер

### Дом Вагнера
В верхнем этаже дома Вагнера с 1860 года помещалось издательство Великанова. Старый дом универсального магазина Вагнера всегда привлекал внимание одесситов. Когда на рубеже XIX и XX веков в газету «Одесский листок» просочились слухи о предстоящей перестройке здания, одесситы забеспокоились. Владельцу дома пришлось через своего поверенного данный слух печатно опровергать:
Ввиду того, что в местных газетах от времени до времени распространяются слухи о перестройке дома Вагнера, я, во избежание каких-либо запросов вынужден дать пояснение в том, что все эти сведения неосновательны
 — успокоила читателей газета «Одесский листок», ноябрь 1899.
В то время во дворе дома Вагнера помещалось известное «пивное заведение» Брунса, куда захаживала местная и приезжая «богема» — художники, поэты и литераторы: Бунин, Куприн, С. Юшкевич, А. Фёдоров, ученик поэта Майков и литературный наставник Валентина Катаева.
Свободные вечера просиживали в пивной Брунса за кружкой пива с сосисками. Хозяин был австриец… туда же к 11 часам приходили художники, и все сидели до полуночи.
 — писала жена Бунина Вера Николаевна.
Александр Фёдоров описал пивную Брунса в романе «Природа»:
Художники поднялись вверх по площади к театру, миновали шумную улицу и, свернув куда-то во двор, попали в прокуренную немецкую пивную, несколько напоминавшую мюнхенские Bier-halle среднего разбора. Тут никому не было друг до друга дела, и оттого Лозинский любил эту пивную. Его хорошо знала прислуга… и почти одновременно с тем, как он сел на клеенчатый диван, перед ним появилась большая кружка пива.

## Известные преподаватели
- Бабичев, Андрей Кондратьевич (с 1821 до 1828), адъюнкт философских наук
- Байков, Дмитрий Александрович (с 1850 до 1865), профессор ботаники
- Бакунин, Александр Александрович (1848—1849), профессор истории римского права
- Беккер, Павел Васильевич (1837—1838), адъюнкт латинской и греческой словесности
- Богдановский, Александр Михайлович (с 1857 ?)[6], профессор по кафедре уголовного права[7]
- Брун, Генрих Карлович (с 1832 до января 1854), профессор математики
- Брун, Филипп Карлович (с 1832 до 1865), профессор всеобщей истории и статистики
- Гассгаген, Христиан Генрихович (с 1837 по 1857?), профессор химии и технологии
- Гатцук, Алексей Алексеевич (с 1859), адъюнкт по кафедре русской словесности
- Георгиевский, Александр Иванович, кафедра всеобщей истории и статистики
- Григорьев, Василий Васильевич (1838—1844), профессор восточных языков
- Гриневич, Илья Фёдорович[8] (с 1821 до 1837?), профессор латинской и греческой словесности
- Ешевский, Степан Васильевич (1853—1854), русская история и статистика России
- Зеленецкий, Константин Петрович
- Золотов, Василий Андреевич (1829—1832)
- Карастелев, Корнелий Иванович (с февраля 1854[9] до 1865), адъюнкт и профессор (с 1860) по кафедре чистой математики
- Кузьмин, Василий Несторович, профессор института восточных языков
- Курляндцев, Николай Дмитриевич (с 1826), профессор военных наук
- Ленц, Николай Иванович, русский язык и словесность (с 1853)
- Леонтович, Фёдор Иванович (с 1861), адъюнкт по кафедре государственного права и истории русского права
- Лохвицкий, Александр Владимирович
- Лукьянов, Яков Афанасьевич (с 1852 по 1860), профессор прикладной математики
- Менделеев, Дмитрий Иванович (1855—1856)
- Михневич, Иосиф Григорьевич (с 1839), профессор философии
- Мурзакевич, Николай Никифорович (до 1853), профессор русской истории; далее — директор лицея
- Нордман, Александр фон (с 1832 по 1849 ?), естествознание, зоология и ботаника
- Орбинский, Роберт Васильевич
- Павловский, Михаил Карпович (с 1833 по 1865)[10], богословие, психология и логика
- Палимпсестов, Иван Устинович[11] (с 1853 по 1865), преподаватель на кафедре сельского хозяйства
- Рафалович, Артемий Алексеевич, профессор судебной медицины
- Селецкий, Пётр Дмитриевич, адъюнкт-профессор по кафедре законоведения
- Сокальский, Иван Петрович (1853—1858), адъюнкт по кафедре политической экономии и коммерции[12]
- Тройницкий, Александр Григорьевич (с 1827 по 1832), адъюнкт физико-математических наук
- Швайкевич, Александр Харитонович(с 1874[13]), преподаватель рисования
- Флуки, Иосиф Михайлович.
- Виктор, Павел Андреевич, физика

## Известные воспитанники
См. также: Выпускники Ришельевского лицея
1826 (3-й вып.)
- Александр Тройницкий

1828 (4-й вып.)
- Платон Лукашевич
- Александр Терпелевский

1830 (5-й вып.)
- Василий Золотов

1832 (7-й вып.)
- Аркадий Андреевский

1833 (8-й вып.)
- Константин Зеленецкий

1836 (10-й вып.)
- Николай Протопопов
- Иосиф Шершеневич

1837 (11-й вып.)
- Виктор Петров

1840 (13-й вып.)
- Спиридон Палаузов

1841 (14-й вып.)
- Болеслав Маркевич

1842 (15-й вып.)
- князь Семён Воронцов
- Евсевий Россицкий
- Николай Палаузов
- Лев Пинскер

1843 (16-й вып.)
- Семён Пахман
- Константин Скачков

1844 (17-й вып.)
- Григорий Караулов
- Яков Вейнберг
- Франц Домбровский
- Александр Эрдели

1845
- Александр Оболонский

1846
- Сигизмунд Милковский

1847
- Фёдор Эргардт
- Пётр Гагарин

1848
- Виктор Делла-Вос

1850
- Пётр Вейнберг
- Григорий Маразли

1851
- Фёдор Бредихин (золотая медаль)
- Аполлон Кривошеин[уточнить]

1852
- Пётр Бибиков

1853
- Николай Ленц
- Константин Пащенко
- Ромуальд Кобецкий (золотая медаль)

1855
- барон Фридрих Розен
- граф Михаил Толстой

1856
- Константин Косинский

1865
- Моисей Окс[14]
- Николай Скадовский

1867
- Александр Базили

1877
- Фёдор Крузе

1893
- Георгий Харазов[итал.]

Учились в лицее и гимназии при ней:
- Григорий Волконский (1819—1820)
- Григорий Соколов (1820—1822)
- Николай Герсеванов (1818—1825)
- Иосиф Бертенсон
- Антон Скоробогатов
- Николай Фёдоров (1850—1852)
- Александр Кочубинский (до 1853)

## Современный лицей

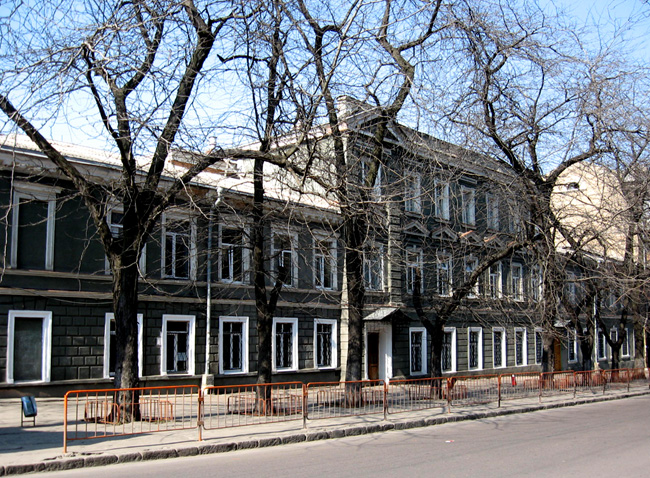
Современный лицей

В 1989 году на базе одесской средней школы № 36 было открыто среднее учебное заведение под названием Ришельевский лицей (ныне — Ришельевский научный лицей). Современный лицей располагается по адресу Елисаветинская (Щепкина) ул., д. 5. Лицей тесно связан с Одесским национальным университетом имени И. И. Мечникова и предназначен для работы с одарёнными учащимися, интересующимися естественно-математическими науками.
Сегодня в лицее предложены следующие профильные отделения:
- Математическое
- Физическое
- Химическое
- Биологическое
- Информационно-технологическое
- Лингвистическое[15]